# Periclina dedalma
Periclina dedalma là một loài bướm đêm trong họ Geometridae.